# Itta de Metz
Itta de Metz. también conocida como Ida, Itte o Iduberga (Metz, 592- abadía de Nivelles, 8 de mayo de 652) fue una religiosa francesa y la esposa de Pipino de Landen, mayordomo de palacio del reino de Austrasia. Después de la muerte de su marido, Itta fundó la abadía de Nivelles, y se convirtió en monja columbana junto con su hija, Gertrudis de Nivelles. Ambas fueron canonizadas por la Iglesia católica.

## Vida
No existen registros de quiénes fueron sus padres, pero se ha sugerido que provenía de una familia de estado senatorial originada en Aquitania, y que fue una hija de Arnoaldo, obispo de Metz, hijo de Ansbertus. Su hermano fue Modoaldo de Tréveris, obispo de Trier, y su hermana fue la abadesa Santa Severa.
Contrajo matrimonio con Pipino de Landen, mayordomo del palacio real merovingio. Después la muerte de Pipino en 640, Itta y su hija, Gertrudis, se retiraron de la capital para vivir una vida de reflexión religiosa. Alrededor del año 647, por el consejo de Amando de Elnon, obispo de Maastricht, Itta fundó la abadía de Nivelles. La abadía era originalmente una comunidad de monjas, pero más tarde se convirtió en un monasterio dúplice cuando se les unieron un grupo de monjes irlandeses que les ofrecieron ayuda en la administración de la abadía. Puede que Itta haya nombrado a su hija, Gertrudis, como la primera abadesa, mientras que Itta vivió allí como una simple monja, asistiendo a su hija con sus consejos.
Itta falleció en la abadía el 8 de mayo de 652, a los 59 o 60 años.

## Hijos
Itta tuvo otra hija con Pipino, la abadesa Bega de Cumberland, quien se había casado con Ansegisel, hijo de Arnulfo de Metz antes de unirse al monasterio. A través de Bega, Itta fue la abuela de Pipino de Heristal y una de las matriarcas de la gran dinastía Carolingia. 
Sus hijos varones fueron Grimoaldo I el Viejo, mayordomo del Palacio, y padre del rey Childeberto el Adoptado. El segundo hijo de Itta fue Bavón de Gante (o Allowin), quien se convirtió en un ermitaño y luego fue canonizado. Sus dos hijas fueron canonizadas también, igual que ella. Su festividad se celebra el 8 de mayo.

## Patronaje
Itta es la santa patrona del pueblo francés de Itteville, el cual fue fundado en una granja que ella había construido.